# Katanga Mechelen
Katanga was origineel een sociale woonwijk, gelegen aan de Liersesteenweg in Mechelen-Noord te Mechelen.
De "Mechelse Goedkopen Woning" kocht op 14 juni 1929 anderhalve hectare grond van de toenmalige C.O.O. (Commissie van de Openbare Onderstand, het latere OCMW). In 1929 noemde men het gebied "De Roode Molen", naar aanleiding van de aanwezigheid van een molen, die dienstdeed als maalderij, in de buurt van het kruispunt van de Liersesteenweg - Oude Liersebaan.
De wijk zelf werd gebouwd rond 1930 en telde een paar honderd wooneenheden. In de loop der jaren werden de woningen meer en meer ingekocht door de bewoners. Rond 1985 en later werd de wijk uitgebreid met privé woningen, met name in de Maasstraat.
In 1933 werd het eerste feest gegeven dat de aanleiding werd tot het vormen van de geburenkring "Katanga". De jaarlijkse kermis ging meestal gepaard met een "serieuze wandeling", waarbij alle cafés uit de wijk werden aangedaan.

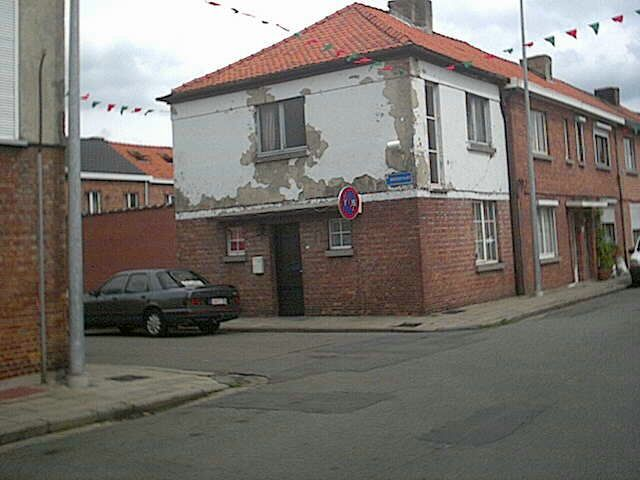
Wijk Katanga te Mechelen, met rood-groene wijkkleuren als versiering
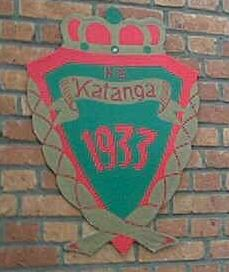
Wijk Katanga te Mechelen, gevel met wapenschild
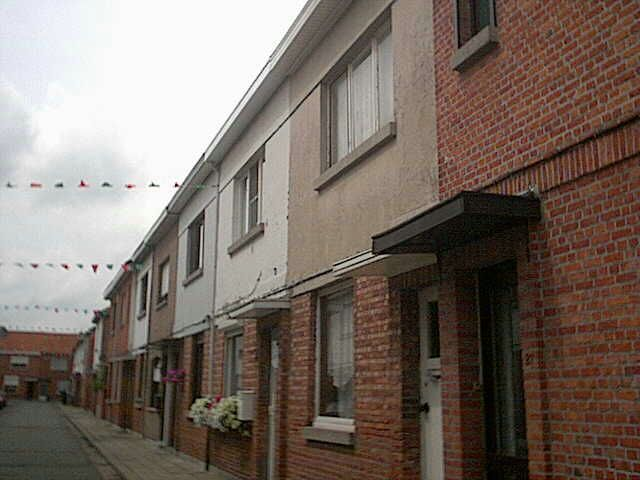
Zicht op de Samberstraat in de Mechelse wijk Katanga
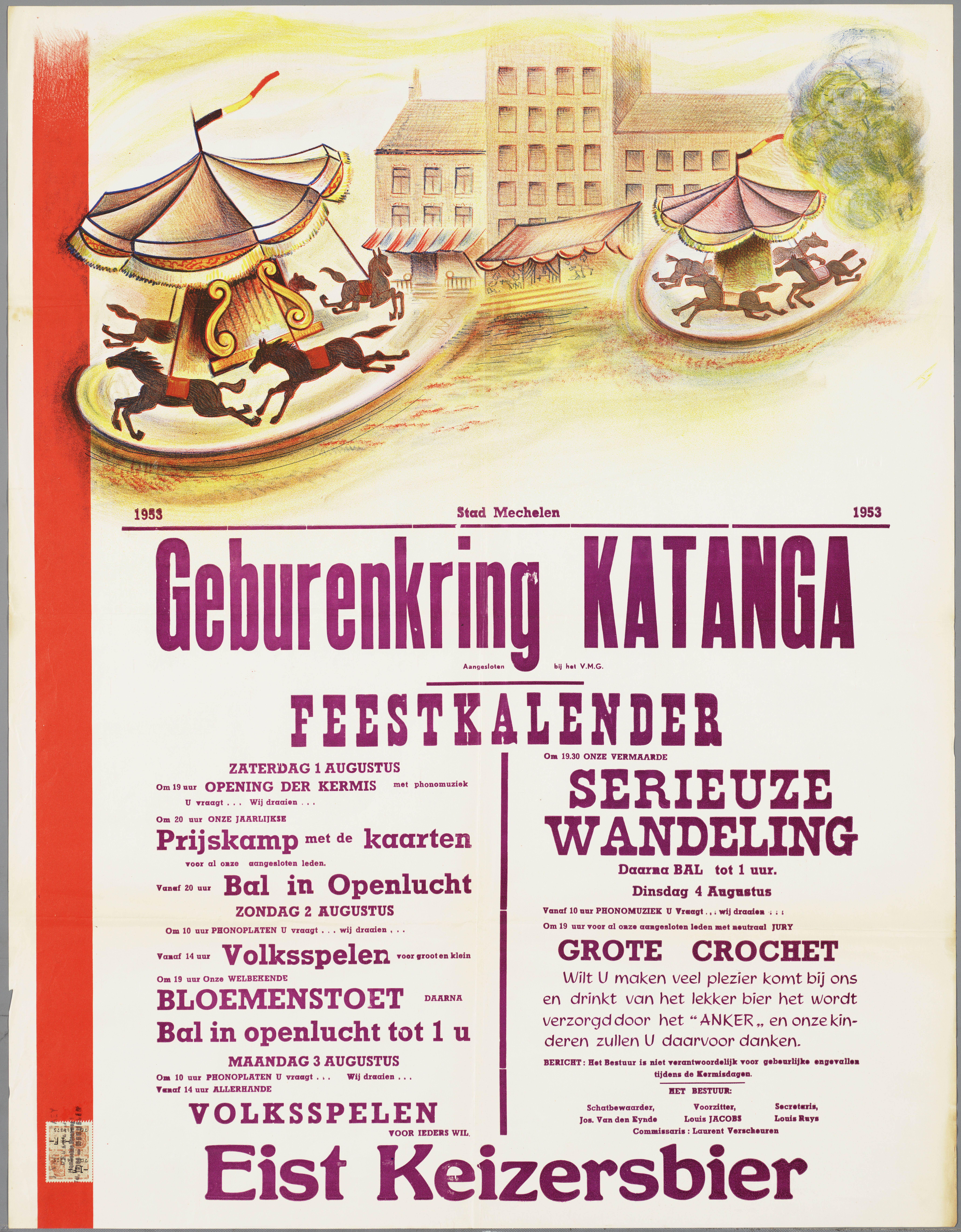
Affiche voor de geburenkring Katanga, 1953